# Обикновена иглика
Обикновената иглика (Primula vulgaris), също безстъблена иглика, е вид цъфтящо растение от семейство Игликови (Primulaceae), местен за Западна и Южна Европа, Северозападна Африка и части от Югозападна Азия. Пояснението „обикновена“ се използва за разграничаване от други представители на същото семейство.

## Етимология
Научното родово наименование Primula е умалително от латинското primus, „първоначално“, намеквайки, че това цвете е сред първите, които се появяват през пролетта.
Латинското видово наименование vulgaris означава „общ“, в смисъл на „широко разпространен“.

## Описание
Обикновената иглика е многогодишно растение, което достига височина между 10 и 30 cm, с базална розетка от листа, които са повече или по-малко вечнозелени в предпочитаните местообитания. Цъфти рано напролет в северното полукълбо (февруари – април) по склонове и ливади.

## Разпространение
Ареалът на обикновената иглика обхваща Западна и Южна Европа. На север районът на разпространение се простира от централна Норвегия близо до Фарьорските острови през Британските острови, Дания, Северна Германия, Холандия, Белгия и Франция до Южна Португалия на юг и върха на Северна Африка в Алжир. На изток ареалът се простира през южните европейски полуострови до Крим, Балканите, Сирия, Турция и Армения.
Среща се предимно край потоци, под храсти, в овощни градини и чисти, влажни широколистни гори. Понякога расте и по ливадите. В Централна Европа растенията виреят най-добре на богати на хранителни вещества, но бедни на варовик, богати на хумус, рохкави и често каменисти глинести почви при меки зимни условия. Често се среща покрай магистрали и железопътни насипи, където човешката намеса е ограничена. За да се предотврати прекомерното увреждане на вида, брането на иглики или премахването на растения от дивата природа е незаконно в много страни, напр. във Великобритания.

## Подвидове
Някои източници приемат, че обикновената иглика има три подвида:
- Primula vulgaris subsp. vulgaris. Разпространен в Западна и Южна Европа. Както е описано по-горе; бледожълти цветове.
- Primula vulgaris subsp. balearica (Willk.) WWSm. & Forest. Ендемичен за Балеарските острови. Бели цветове.
- Сибторпиева иглика (Primula vulgaris subsp. sibthorpii (Hoffmanns.) WWSm. & Forest). Разпространен на Балканите и в Югозападна Азия. Цветовете са розови до червени или лилави.

Plants of the World Online приема съществуването само на един подвид:
- Primula vulgaris subsp. atlantica (Maire & Wilczek) Grouter & Burdet. Разпространен от Мароко до Алжир.

## Използвайте
И цветята, и листата са годни за консумация, като вкусът варира между мека маруля и по-горчива зелена салата. Листата могат да се приготвят в супа, но за предпочитане с други растения, защото понякога са малко силни. Листата могат да се използват и за чай, а от младите цветове може да се направи вино от иглика. В миналото се е смятало, че цялото растение и особено коренът има аналгетични, антиспазматични, диуретични и отхрачващи свойства. Съдържа малки количества сапонини, поради което в миналото се е давал при настинки. Листата на Primula vulgaris съдържат значителни количества витамин С.

## В популярната култура
Игликата е любимото цвете на Бенджамин Дизраели и в нейна чест са създадени Ден на игликата и Лига на игликата.
Примроуз, английското име на игликата, е името на героиня от „Игрите на глада“ 
Игликите също се появяват в хералдиката, например в герба на графа на Розбери.
Италия избра иглика с цикламени цветове за символ на своята кампания за ваксиниране срещу COVID-19 през 2020 г.
Игликата е от едната страна на австрийската монета от 5 евроцента.
„Жълта иглика“ е наименованието на цвят в някои системи за бои и цветове.

## Галерия
- Жълти цветове
- Бели цветове
- Листа
- Светлорозови цветове (subsp. sibthorpii)
- Лилави цветове (subsp. sibthorpii)
- Светлолилави цветове (subsp. sibthorpii)